# Fàlaris
Fàlaris (en grec antic: Φάλᾰρις, llatí: Phalăris) fou un tirà d'Acragant famós per la seva crueltat.
Va governar en una època incerta, però es considera que va ser circa l'any 570 aC. Segurament va néixer la ciutat d'Acragant, encara que hi ha fonts que diuen que era originari de l'illa d'Astipàlea, d'on va arribar a Sicília com a exiliat. No se sap ben bé com va arribar al poder, però una tradició diu que es va dedicar al comerç i amb els diners que va acumular va construir un temple que en realitat era una fortalesa que va fer servir de base per ocupar el govern amb una força mercenària. Aristòtil diu que tenia un càrrec a l'estat i que finalment va assolir tot el poder. Va governar durant 16 anys. Poliè esmenta diverses anècdotes del seu regnat, i diu que en general va estar en guerres contra els seus veïns estenent el seu poder més sovint per estratagemes que per la força, i entre les ciutats que va dominar hi va haver Hímera. La Suda diu que el seu poder es va estendre per tota Sicília. Diodor relata la seva mort, però la història que explica sembla massa fabulosa, encara que probablement va ser enderrocat per una revolta popular potser dirigida per Telèmac, ancestre de Teró.
La seva fama de cruel li ve del fet que cremava vives a les seves víctimes en un aparell en forma de brau anomenat Bou de Falaris que la llegenda fa inventat per Peril, el primer a morir a causa del seu invent per ordre del tirà, encara que aquesta història sembla una narració molt posterior. Timeu, un historiador sicilià, diu que aquest Bou no va existir, i de fet és probable que l'estàtua del brau que existia en èpoques posteriors que van prendre els cartaginesos quan van assaltar la ciutat el 262 aC, i després recuperada pels romans, no fos el Bou original, però això no nega l'existència d'un Bou autèntic. La història sobre aquest brau ja era coneguda en temps de Píndar, que la menciona, i diu que Fàlaris ja tenia una gran fama com a tirà. Diversos autors el consideren així i Ciceró l'anomena crudelissimus omnium tyrannorum ('el més cruel de tots els tirans'), i fa el seu nom proverbial com a tirà en el pitjor sentit del mot, oposat a la suau tirania de Pisístrat. Però una tradició posterior el va convertir en un tirà suau, forçat a alguns actes de crueltat per les accions dels seus enemics, i protector de la literatura i la filosofia, posició que es va voler avalar amb unes cartes del mateix Fàlaris que són lògicament espúries.